# Ралица Василева
Ралица Василева е журналистка от CNN International. Работи в централата на телевизията в Атланта и води предаването „World Report“. Отразявала е множество важни международни събития и новини, между които спасяването на чилийските миньори, студентските протести в Иран и офанзивата на Израел в ивицата Газа. Правила е репортажи от места като Москва, Йерусалим и централата на ООН в Ню Йорк. Има също така и пълнометражни документални филми, като например половинчасово специално издание, посветено на 20-ата годишнина от падането на комунизма в България.

## Биография
Ралица Василева е родена на 8 юни 1963 година в София. Завършва средното си образование в Първа английска езикова гимназия, учи и в английска гимназия в Делхи, Индия. Следва една година във Великотърновския университет по специалност „Английска филология“, прехвърля се в Софийския университет „Климент Охридски“ и се дипломира. Получава магистърска степен по политически науки от Държавния университет на щата Джорджия в Атланта.
През 1987 година се присъединява към английската редакция на Българското национално радио като преводачка от английски език и диктор, а по-късно става и репортерка. От 1990 година е водеща и репортерка в Българската национална телевизия. Първите си важни стъпки в журналистиката прави като отразява падането на комунизма в България.
През 1991 година заминава на стаж в CNN с 20 долара в джоба си и син на 7 години. Харесват нейните репортажи, канят я на специализация. Връща се в България и отново я канят – вече на работа.
Започва кариерата си през 1992 година в CNN като водеща на предаването „CNN World Report“ – форум за международни телевизионни журналисти, чрез който те представят новини от своята страна пред глобалната аудитория на CNN.
Отразява конфликтите в бивша Югославия, Близкия изток, както и прехода в Русия към демокрация и мирното споразумение в Северна Ирландия. Ралица Василева е отразявала за CNN кризата с оръжейните инспекции на ООН в Ирак, атентатите от 11 септември в САЩ, войната срещу тероризма и военната офанзива в Афганистан.
Интервюирала е много видни световни лидери като бившите държавни секретари на САЩ Хенри Кисинджър и Мадлин Олбрайт, бившия президент на Пакистан Первез Мушараф, бившия съветски лидер Михаил Горбачов, премиера на Израел Бенямин Нетаняху, главния палестински преговарящ Саеб Еракат, бившия президент на Нигерия Олусегун Обасаньо, бившия президент на България Петър Стоянов и бизнес предприемачите Тед Търнър и Ричард Брансън.
След 23 години на екрана на CNN през ноември 2014 г. Ралица Василева обявява, че слиза от екран и ще обяви следващите си планове на по-късен етап.
От септември 2015 г. Ралица Василева е шеф на Чикагското студио на BiT (Bulgarian International Television).

## Награди
През 2001 година Ралица Василева е удостоена с почетната степен „Доктор хонорис кауза“ за приноса ѝ към журналистиката от Американския университет в Благоевград.

## Любопитни факти
Фронтменът на шотландската рок група „Джетро Тъл“, Йън Андерсън, посвещава своя песен на българската водеща - „Not Ralitsa Vassileva“.